# Ozark (Missouri)
Ozark település az Amerikai Egyesült Államok Missouri államában, Christian megyében, melynek megyeszékhelye is. Lakosainak száma 21 284 fő (2020. április 1.).

## Népesség
A település népességének változása:

| 2010 | 17 820 |
| 2020 | 21 284 |